# Jasmin Jebawy
Jasmin Jebawy (* 4. Oktober 1996) ist eine deutsche Tennisspielerin.

## Karriere
Jebawy gewann bislang einen Doppeltitel auf der ITF Women’s World Tennis Tour.
2015 scheiterte sie in der ersten Runde der Qualifikation zu den BRD Bucharest Open, 2016 bei der Qualifikation zu den Grand Prix SAR La Princesse Lalla Meryem. 2017 verlor sie in der ersten Runde der Qualifikation zu den Bol Open sowie bei den Montreux Ladies Open 2017.
Sie spielte 2015 in der 2. Tennis-Bundesliga und 2016 in der 1. Tennis-Bundesliga für den TEC Waldau.

## Turniersiege

### Doppel
| Nr. | Datum          | Turnier | Kategorie   | Belag | Partnerin    | Finalgegnerinnen                   | Ergebnis |
| --- | -------------- | ------- | ----------- | ----- | ------------ | ---------------------------------- | -------- |
| 1.  | 7. August 2015 | Tunis   | ITF $10.000 | Sand  | Olena Kyrpot | Eleonore Barrère Kassandra Davesne | 6:3, 6:2 |